# إقليم دار السلام
إقليم دار السلام (بالسواحلية: Mkoa wa Dar es Salaam) هو واحد من 31 إقليم إداري في تنزانيا ويقع في الساحل الشرقي للبلاد. تبلغ مساحة الإقليم 1,393 كـم2 (538 ميل2). الإقليم قابل للمقارنة من حيث الحجم مع مناطق الأرض والمياه مجتمعة في دولة موريشيوس يحد إقليم دار السلام من الشرق المحيط الهندي ويحيط به إقليم بواني بالكامل. ولايات بواني المتاخمة لإقليم دار السلام هي ولاية باجامويو ‏ من الشمال ، وولاية كيباها الحضرية من الغرب، وولاية كيساراوي ‏ من الجنوب الغربي وولاية مكورانجا ‏ إلى الجنوب من الإقليم. يقع مقر الإقليم (العاصمة) داخل جناح إيلالا. سمي الإقليم باسم مدينة دار السلام نفسها. الإقليم هو موطن المالية والإدارة والصناعات الرئيسية في تنزانيا، مما يجعله أغنى إقليم في البلاد. وفقًا لتعداد عام 2012 ، يبلغ عدد سكان الإقليم 4،364،541 نسمة.

## التاريخ
عرفت المنطقة في البداية باسم "مزيزيما" ("المدينة الصحية" باللغة السواحيلية) وكان تاريخها يمتد إلى عام 1857. كانت مزيزيما عبارة عن منطقة صيد صغيرة مع مزارع تزرع الذرة والدخن والكسافا. أسس ماجد بن سعيد سلطان زنجبار (حوالي 1834–1870) رسميًا مدينة دار السلام، بالاسم العربي، في عام 1866. شهدت المدينة بعد وفاة السلطان عام 1870 تراجعًا، عادت المدينة للنهوض عام 1887 مع افتتاح شركة شرق أفريقيا الألمانية مركزًا تجاريًا فيها. تطورت دار السلام لتصبح المركز التجاري والإداري للمستعمرة مع تقدم الحكم الاستعماري الألماني في شرق إفريقيا. في عام 1900، وكانت الطرف الشرقي لخط السكة الحديد المركزي المتجه إلى الداخل.
خلال الحرب العالمية الأولى، سيطرت القوات البريطانية على دار السلام وشرق أفريقيا الألمانية. أعطوا المستعمرة اسمًا جديدًا - تنجانيقا - لكنهم احتفظوا بدار السلام مقرًا للحكومة. قننت ألسو البريطانية الفصل السكني غير الرسمي في المدينة، والذي بدأ في عهد الألمان، حيث قامت بإنشاء قسمين محليين (كارياكو وإيلالا) بالإضافة إلى قسم أوروبي (خليج أويستر). حصل الآسيويون في النهاية على منطقتهم الخاصة، وهي أوبانجا.
بعد الحرب العالمية الثانية، توسعت دار السلام بسرعة وسرعان ما أصبحت مركزًا للنشاط المناهض للاستعمار تحت قيادة اتحاد تنجانيقا الوطني الأفريقي (TANU)، الذي تأسس هناك. كانت دار السلام أول عاصمة لتنجانيقا عندما حصلت على استقلالها في عام 1961، واحتفظت بهذا الدور عندما اتحدت تنجانيقا وزنجبار لتشكل تنزانيا في عام 1964. على الرغم من تعيين دودوما في المناطق الداخلية من تنزانيا عاصمةً جديدةً للبلاد في عام 1973، إلا أن غالبية المكاتب الإدارية في البلاد لا تزال موجودة في دار السلام.

## التركيبة السكانية
سكن المنطقة التي هي الآن إقليم دار السلام البشر منذ آلاف السنين. المنطقة هي موطن الأجداد لشعب زارامو الذين يشكلون الأغلبية العرقية في ضواحي الإقليم. نظرًا لأن الإقليم يضم أكبر عدد من السكان في البلاد، يعد الإقليم موطنًا لكل قبيلة في البلاد بسبب الهجرة الجماعية على مر السنين بالإضافة إلى أكبر عدد من المهاجرين الأجانب في البلاد. الإقليم هو موطن لجميع السفارات الدولية في البلاد. تعد مدينة الإقليم واحدة من أسرع المدن نموًا في العالم. وفقًا للتعداد الوطني لعام 2012، بلغ عدد سكان إقليم دار السلام 4،364،541 نسمة.

## الولايات
تنقسم منطقة دار السلام إلى خمس ولايات إدارية، أربعة منها تحكمها مجالس بلدية تابعة لضواحي المدينة أو عنابرها.
| ولايات إقليم دار السلام | ولايات إقليم دار السلام | ولايات إقليم دار السلام |
| الولاية                 | السكان (2012)           | المساحة كم 2            |
| ----------------------- | ----------------------- | ----------------------- |
| ولاية إيلالة ‏           | 1،220،611               | 210                     |
| ولاية كينوندوني ‏        | 1،775،049               | 527                     |
| ولاية تيميكي ‏           | 1،368،881               | 656                     |
| ولاية كيغامبوني ‏        | غير متاح                | غير متاح                |
| ولاية أوبونغو ‏          | غير متاح                | غير متاح                |
| إقليم دار السلام        | 4،364،541               | 1،393                   |